# Coptocercus walkeri
Coptocercus walkeri är en skalbaggsart som beskrevs av Wang 1995. Coptocercus walkeri ingår i släktet Coptocercus och familjen långhorningar. Inga underarter finns listade i Catalogue of Life.